# Minh Châu (nhạc sĩ)
Minh Châu (tên thật Trần Minh Châu), sinh ngày 15 tháng 8 năm 1960 tại Đà Nẵng và lớn lên tại Sài Gòn, là một nhạc sĩ người Việt Nam, hội viên Hội Nhạc sĩ Việt Nam. Ông sáng tác rất nhiều thể loại, với nhiều đề tài; công chúng biết đến ông bởi mảng nhạc nhẹ với rất nhiều ca khúc nổi tiếng, tuy nhiên lĩnh vực văn hóa dân tộc, kho tàng âm nhạc dân gian và những ca khúc mang âm hưởng dân ca Việt Nam lại là mảng âm nhạc mà ông chuyên tâm nghiên cứu và ứng dụng vào sáng tác, trong đó phải kể đến những bản Trường ca, thể loại này sau thời gian hơn 4 thập kỷ vắng bóng, ông đã tiếp nối các nhạc sĩ tiền bối sáng tác để cho ra đời và phát hành chính thức những Trường ca của mình, được đánh giá cao bởi giới chuyên môn và đã tiếp biến thể loại âm nhạc đặc sắc của Việt Nam sau thời gian dài vắng bóng.

## Tiểu sử
- Nhạc sĩ Minh Châu học Classic Guitar từ năm 9 tuổi.
- Từ Năm 16 tuổi chơi bass và hát trong các ban nhạc Đồng Xanh, The Red Sun, Nắng lên...
- Năm 1985-1986 là chủ nhiệm Phòng ca nhạc nhà văn hoá tỉnh An Giang, dạy nhạc và chơi nhạc.
- Từ 1987 chơi nhạc cho các vũ trường tại Thành phố Hồ Chí Minh.
- Sáng tác từ năm 17 tuổi. Đến nay đã sáng tác khoảng 400 ca khúc, 2 tác phẩm khí nhạc - trong đó có trên 100 ca khúc đã phát hành rộng rãi.
- Thời gian 2000-2004 ông dạy Nhạc Lý - Xướng âm tại nhà văn hoá Thanh Niên và nhà hát Bến Thành.

## Vinh danh
- Để tôn vinh nhạc sĩ, Đài truyền hình Việt Nam đã tổ chức chương trình Con đường âm nhạc với chủ đề "Việt Nam gấm hoa" diễn ra vào 20 giờ ngày 07/8/2011 tại Thành phố Hồ Chí Minh và được truyền hình trực tiếp trên VTV3 & VTV9.

## Các trung tâm băng đĩa nhạc & các Chương trình ông từng phụ trách biên tập
- Hãng Phim Hội Nhà văn Việt Nam từ 1997 đến 1999
- Trung tâm Băng Nhạc Làng Văn, Viết Tân Studio từ 1998 đến 2003
- Công ty Bạn Yêu Nhạc MFC từ 2000 đến 2004
- Bến Thành Audio-Video từ 2004 đến 2006
- Viết Tân Studio từ 2006 đến nay.
- Giám đốc Âm nhạc (Music director) chương trình Thần tượng âm nhạc: Vietnam Idol (mùa 1) 2007-chương trình Truyền hình thực tế đầu tiên tại Việt Nam.
- Giám đốc Âm nhạc chương trình Giai điệu bí ẩn 2008 của Đài truyền hình Việt Nam.
- Giám đốc Âm nhạc chương trình Song ca cùng thần tượng 2009 - 2011 của Đài truyền hình Việt Nam và Trưởng phòng biên tập hệ thống karaoke Maseco Arirang toàn Việt Nam.
- Giám đốc Âm nhạc Chương trình Cặp đôi hoàn hảo mùa đầu tiên 2011 của Đài truyền hình Việt Nam.
- Giám đốc Âm nhạc các chương trình Thiếu nhi format nước ngoài được Việt hóa trên Truyền hình: Chào bé yêu 2012, Năm ngón tay ngoan 2013-2014, Cô bé tinh nghịch 2014, Poly và các bạn 2015, Mẹ ơi, con muốn nói 2015 của Đài truyền hình Thành phố HCM.[13].
- Ông cũng tham gia Hội đồng Nghệ thuật và làm Giám khảo nhiều chương trình trên truyền hình như Album Vàng (từ 2009 đến 2011) - chương trình bình chọn Album phát hành trong Tháng, trong Năm của các ca sĩ.
- Tham gia Hội đồng Chuyên môn chương trình Cặp Đôi Hoàn Hảo 2017, Sing My Song - Bài Hát Hay Nhất 2017, 2018 của Đài truyền hình Việt Nam, với nhiều nhận xét sâu sắc về Âm nhạc trên sóng truyền hình.

Ngoài ra, những năm gần đây ông thường xuyên được đặt hàng để viết nhạc cho các Lễ hội văn hóa dân gian của Việt Nam và nhiều tỉnh thành trong cả nước..

## Những Album riêng và các tác phẩm âm nhạc đã phát hành
- Nói yêu em (với nhạc sĩ Quốc Vượng) - 1998
- Giấc mơ hồng (2001)
- Trường ca Bức tranh non nước và những ca khúc âm hưởng dân ca 3 miền (CD và VCD) - Tháng 3/2003
- Chồi xanh - Tháng 3/2003
- Kiếp người - 2004
- Lời hát kinh cầu - Tháng 1/2008
- Trường ca người Việt - Tháng 12/2009
- Đã biên soạn và phát hành tập sách "Giai Điệu Bạn Bè" gồm 100 bài hát nhạc quốc tế lời Việt - Minh Châu chuyển dịch (Nhà Xuất bản Văn Nghệ-năm 1999).
- Tuyển tập "Ca Khúc Minh Châu-50 bài hát" (Nhà xuất bản Thanh Niên - Tháng 1/2008)
- Đài truyền hình Việt Nam Trực tiếp truyền hình Chương trình Con Đường Âm nhạc - Nhạc sĩ Minh Châu - Việt Nam Gấm Hoa - tháng 8/2011.[15].
- Các tác phẩm tiêu biểu của Nhạc sĩ Minh Châu như: Trường ca Bức Tranh Non Nước, Trường ca Người Việt, Trường ca Mekong, Trường ca biển cả, Trường ca Đà Nẵng,  mưa trên quê hương,  lời ru đất Bắc, tiếng vọng miền Trung, giọng hò phương Nam, Việt Nam gấm hoa, chàng trai nước Việt, cô gái Việt, duyên Việt, trẻ thơ Việt, hồn Việt, mẹ ơi, duyên dáng áo hoa, mối tình quê, chiều quê, trăng mơ, tơ duyên, nhớ ai buông tiếng thở dài, dáng Việt, ánh mặt trời, ánh sáng của đời tôi, vũ điệu thần tiên, bước phiêu bồng, khúc tâm ca, ánh mắt của cha, kiếp lữ hành, một ngày bình yên, cho nhau một nụ cười, hãy sống trong âm nhạc, chồi xanh, giấc mơ hồng, yêu dấu đã về, nàng xuân, trái tim an bình, vui với thiên nhiên, hát cho cuộc đời, chút tình thơ ngây, gió bay trên đồi, chiều rơi, chiều xưa, chiều mơ, một đời mây gió, tình đã tan, cõi đời, kiếp người, hãy quên sầu đi, cõi mơ mộng, lời hát kinh cầu, lạc giữa hồng hoang, mẹ của con, mùa xuân, hát cho tuổi trẻ, chờ mong, chốn thần tiên, dấu chân lãng tử, đời có em, gió đêm, giọt mưa, gọi lời yêu thương, mộng phiêu du, mưa xuống đời, nghe mưa nhớ người, như mây phù du, những kẻ không nhà, thiên đường trong lòng ta, tình cha, vẫn chờ em, em gái tôi, giấc mộng bướm hoa, vũ điệu mùa xuân, tiếng xuân, cười dưới ánh mặt trời, bước vào ngày mai, con đường xanh nắng, nhớ quê, dòng sông xưa, ước muốn, mẹ là vầng trăng, nụ cười cho nhân gian, đêm của kiếp người, đêm hoang, đồng bằng đất mẹ, hạt mưa rơi bao lâu, tan vỡ, tiếng than trong chiều, nỗi đau trên hè phố, vũ điệu mưa rơi, vườn đêm..... được phổ biến rộng rãi.[16].[17][18].[19].[20].[21].[22].[23]

## Các giải thưởng
- Giải Làn Sóng Xanh Nhạc Sĩ Yêu Thích Nhất của Năm: 2000, 2001, 2002 và 2003 với nhiều bài hát nằm trong Top Ten.
- Báo Mực Tím trao Giải Nhạc sĩ Ấn Tượng Nhất năm 2001 với ca khúc "Ánh sáng của đời tôi".
- Đài truyền hình TPHCM trao Giải Cuộc thi sáng tác ca khúc "Giai điệu trái tim" năm 2001 với ca khúc "Hãy sống trong âm nhạc".
- Bài hát "Dấu chân lãng tử" được trao Giải nhì – Cuộc thi Ca khúc Pop – Rock Quốc tế, tổ chức tại Mông Cổ năm 2001.
- Giải nhì (không có giải nhất) cuộc thi sáng tác do Bộ Văn hóa Thông tin + Hội Nhạc sĩ Việt Nam + Đài truyền hình Việt Nam tổ chức năm 2006 với bài hát "Bước vào ngày mai".
- Năm 2011 - Tổ chức Kỷ Lục Việt Nam xác nhận và trao kỷ lục Việt Nam - Nhạc sĩ viết nhiều Trường ca nhất.[24].[25].[26].[27].

Trong nhiều năm, ông hoạt động trong lãnh vực âm nhạc với nhiều vai trò từ sáng tác, biên tập âm nhạc, giảng dạy.... với một tinh thần cống hiến tận tụy, luôn ấp ủ một niềm đam mê lớn lao trong sáng tạo để cho ra đời những tác phẩm luôn mang tính nhân bản, đầy lòng yêu thương con người, yêu thiên nhiên và quê hương, ẩn chứa những triết lý nhân ái và sâu sắc......

Ông cũng thường xuyên viết báo với những bài viết phân tích chuyên sâu về âm nhạc, nhất là về lãnh vực bảo tồn và phát huy, ứng dụng âm nhạc dân gian, âm nhạc cổ truyền vào các sáng tác đương đại: một quan điểm rõ ràng của ông là những bài hát âm hưởng dân ca phải giữ được đúng cấu trúc thang âm, điệu thức, quãng, bậc... của từng địa phương trong sáng tác giai điệu, để làm phong phú và hoa mỹ nhằm tăng thêm sức lôi cuốn trong giai điệu (melody) thì cần có những kỹ thuật như chuyển hệ, chuyển điệu thức... và thủ pháp riêng của người sáng tác - để chỉ cần nghe giai điệu người ta đã nhận ra hồn cốt của nhạc Việt Nam hoặc nhạc tính đặc trưng của một địa phương... Theo Ông, khi giai điệu giữ được cốt cách của Việt Nam, thì phần nhạc đệm (hòa âm, phối khí, kỹ thuật âm thanh...) nếu được dàn dựng phong phú, ngay cả ứng dụng những phong cách mới nhất của thế giới thì lúc ấy chúng như một bệ đỡ mạnh mẽ, rất hiệu quả để tôn vinh lên cao, làm thăng hoa cho phần giai điệu thuần Việt... Đây là quan điểm nhất quán mà Ông luôn ứng dụng trong sáng tác các Trường ca và các ca khúc âm hưởng dân ca của mình... Ngoài ra, các tờ báo cũng thường xuyên đặt hàng ông viết những bài báo về những giải thưởng âm nhạc hoặc những trào lưu âm nhạc đang nổi bật hoặc được dư luận quan tâm... những bài báo ông viết luôn có những góc nhìn và nhận xét tinh tế, sâu sắc.. đem lại nhiều điều hiểu biết bổ ích cho độc giả....

Minh Châu chơi nhạc cổ điển, chơi bass trong ban nhạc rock, chơi được nhiều nhạc cụ- trong đó có các nhạc cụ dân tộc (bầu, sáo, tranh, nguyệt, đáy...) nên âm nhạc của Ông đa dạng về thể loại và đề tài. Một sự kiện được báo chí ghi nhận cách đây 20 năm là vào tháng 3/2003- trong cuộc họp báo tại Hội Nhà Báo Tp.HCM- Ông phát hành cùng lúc 2 album gồm: Album Trường ca Bức tranh non nước và những ca khúc âm hưởng dân ca 3 miền, và Album Chồi Xanh...Nếu như Album Trường ca Bức Tranh Non Nước là âm nhạc và tình cảm thuần Việt thì Album Chồi Xanh là tâm tình hướng ra thế giới với âm nhạc mang tính đương đại, ta có thể thấy trong lời tựa của album này: "Ước mơ lớn nhất của tôi là biến âm nhạc thành những thông điệp ngợi ca tình người, tình yêu quê hương, yêu thiên nhiên, yêu cuộc sống hòa bình, phản đối chiến tranh và bạo lực, với khát vọng dấn thân..để cuộc sống con người ngày một thăng hoa và nhiều ý nghĩa". Trong album này có những bài đã trực tiếp truyền hình từ giao thừa năm 2000- Giấc Mơ Hồng (với điệp khúc: "Một kỷ nguyên ấm no, thế nhân chung ước mơ: nghèo đói thiên tai và chiến tranh sẽ không còn"), đến bài Chồi Xanh là bài hát phản đối chiến tranh (biểu diễn trong chương trình Duyên Dáng Việt Nam 9)...ta thấy Ông luôn trăn trở với những hiểm họa, những nỗi đau khổ của con người, của thế giới...và thậm chí cách đây 20 năm, ngoài nghèo đói, thiên tai, chiến tranh.. Ông đã nói đến sự khủng khiếp của dịch bệnh- trong bài Cõi Đời (" Qua một thời nghèo đói, đời cơm áo nhỏ nhoi. Qua một trận thiên tai, khó khăn những ngày dài. Qua một thời chiến tranh, tàn khô những mầm xanh. Dịch bệnh tràn qua nhanh, xóa tan bao giấc lành")... Đến tháng 1/2008 Ông phát hành album Lời Hát Kinh Cầu- cũng gồm những bài hát trăn trở về thân phận con người, được Ông tổng hợp lại thành album như những lời kinh cầu gởi đến những con người đang đau khổ...Luôn cho ra đời những bài hát về đề tài con người và xã hội này- đã tạo cho Ông một tập hợp các tác phẩm độc đáo, đầy nhân bản và riêng biệt...
```
Với sự am hiểu về thể loại âm nhạc và đa dạng về nội dung đã tạo nên một trữ lượng sáng tác phong phú khiến Ông được giới chuyên môn luôn trân trọng và mời đảm nhận biên tập cho nhiều chương trình lớn tầm cỡ quốc gia...
```

Trải qua quá trình nhiều năm gắn bó và hiểu rõ những thăng trầm của nhạc Việt Nam, nên các Báo và các phương tiện truyền thông cũng thường mời ông tọa đàm và phỏng vấn về nhiều vấn đề và sự kiện của nhạc Việt, ở ông luôn có cái tâm, cái nhìn bao dung và cởi mở với những bước đi long đong của nhạc Việt; với bề dày kinh nghiệm ông luôn có những nhìn nhận thấu đáo cùng với những nhận xét sâu sắc và đầy tính xây dựng cho nền âm nhạc nước nhà...